# Sepedon pusilla
Sepedon pusilla är en tvåvingeart som beskrevs av Friedrich Hermann Loew 1859. Sepedon pusilla ingår i släktet Sepedon och familjen kärrflugor. Inga underarter finns listade i Catalogue of Life.